# 必殺仕事人2012
『必殺仕事人2012』（ひっさつしごとにん にせんじゅうに）は、2012年2月19日21時 - 23時10分にテレビ朝日系で放送された朝日放送・テレビ朝日・松竹共同製作のテレビ時代劇。
主演は東山紀之。必殺シリーズのスペシャルドラマである。

## 概要
前作『必殺仕事人2010』に続く単発スペシャルであり、朝日放送の創立60周年を記念して制作された。前作に引き続き、東山紀之、松岡昌宏、田中聖（当時KAT-TUN）、和久井映見が出演。それまでのシリーズで中村主水を演じた藤田まことが2010年に死去しているが、本作では主水に代わる仕事人は加わっていない。
ゲストの高橋英樹は50年の俳優キャリアで初めての悪役（2役のうちの1役）を演じた。
本作ではオープニングナレーションが一新され、語りは『翔べ! 必殺うらごろし』などに出演した市原悦子が担当した。また、副音声での解説放送も実施された。
視聴率は関東地区で15.7%、関西地区で21.0%を記録した。（ビデオリサーチ調べ）

## あらすじ
ある日のこと、小五郎は同僚の結城新之助とともに新たに設けられた本町奉行所へ転属される。着任して早々、2人は新たな上司である増村倫太郎より、女郎屋で密かに行われているという賭場への潜入捜査を命じられる。
時同じくして、小五郎はお菊の旧知の知人だという安倍川の仙吉という男と知り合いになる。仙吉は弥勒坊燕斎と名を変え、お上から土木工事を請け負う人足集団「塵尽会」の棟梁に収まっていた。しかし燕斎はお上から罪人を人足として引き取り、使い物にならなくなれば始末させるという裏の顔を持っていた。
一方、金に釣られて女郎屋の賭場に潜り込んでいた涼次は、ひょんなことからお春という娘と知り合いになる。涼次からお春の世話を押しつけられた匳は、お春から今までの経緯を聞かされてる。お春は自分を庇って殺しを犯してしまい、現在は塵尽会の人足として働いているかつての恋人、与平と再会を果たそうと江戸へとやって来たのである。小五郎から塵尽会への潜入を頼まれた匳は、お春のために塵尽会へと潜り込むのだが……

## キャスト

### 仕事人
渡辺小五郎（わたなべ しょうごろう）
演 - 東山紀之
今作では結城と共に、本町奉行所へ転属となり、「もぐり屋」（潜入捜査）の命を受ける。燕斎に対して只者ではない雰囲気を感じ取る。
本作では博打好きとの設定が加わり、結城と路地から出てくる人物が男か女か賭けたり、潜入先が吉原の賭場と知るや勇んで潜入を引き受けるといったシーンがある。
経師屋の涼次（きょうじやのりょうじ）
演 - 松岡昌宏
小五郎の依頼で吉原に潜入した時に家出娘のお春を助けるが扱いに困り、匳に押し付ける。
本作では南蛮仕込みの創作料理に凝っており、南蛮渡来の香辛料を使った辛い汁を米の飯にかけた料理(カレーライス)、細かく刻んで焼いた牛肉を軽くあぶった饅頭の皮で挟んだ料理(ハンバーガー)、じゃがたら芋を薄く切って油で揚げた菓子(ポテトチップス)を周囲に振る舞うが、江戸時代の日本人にはまだ相容れない料理ばかりで不評を買う。
仕立て屋の匳（したてやのれん）
演 - 田中聖
お春を自分の家に置くうちに、その一途な思いにほだされていく。小五郎の依頼と与平を探し出すために「塵尽会」の普請工事現場へ潜入するが捕らえられてしまう。
花御殿のお菊（はなごてんのおきく）
演 - 和久井映見
仙吉と名乗る燕斎とは知己であるらしく、たびたび燕斎からのアプローチを受ける。

### その他
増村倫太郎（ますむら りんたろう）
演 - 生瀬勝久
本町奉行所の与力で、小五郎らの新しい上司。小五郎らに無理矢理潜入捜査を命じる。「塵尽会」への潜入捜査では「上からの圧力で、これ以上の捜査は無用である」と小五郎に告げる。
結城新之助（ゆうき しんのすけ）
演 - 田口浩正
前作で主水が江戸を去った後に長年、中村家が住んでいた屋敷に入った同心。小五郎とともに、本町奉行所へ転属となる。もうすぐ10人目の子供が生まれるらしい。小五郎からはいいように扱われる。
渡辺こう
演 - 野際陽子
渡辺ふく
演 - 中越典子

### ゲスト
弥勒坊燕斎（みろくぼう えんさい）
演 - 高橋英樹
「世の為、人の為」を合言葉に、幕府の大規模土木工事を請け負う「塵尽会（じんじんかい）」の棟梁。「安倍川の仙吉」を名乗り、お菊に接近するが、その正体は仙吉の双子の弟。かつて兄の仙吉と諍いを起こしていたらしく、そのときに彼の左腕を斬り落としたため、仙吉に命を狙われていた。
お上から罪人たちを買い取って人足として使役しており、一見すると人格者だが、本質は冷酷且つ冷血な男であり、彼らのことは土嚢程度にしか思っておらず、使い物にならなければ文字通り土嚢にしてしまう。
また、普請改役の助川とも懇意にしており、助川から罪人たちを引き取る手数料を得ることで私腹を肥やしている。
お菊を自分の妻に迎えようと目論み、自分たちの住まいとして豪華な屋敷を手に入れるが、その変貌ぶりからお菊にはその正体を見破られていた模様。
終盤、屋敷に押し入った小五郎と斬り合いの末、小五郎から「兄貴か、弟か」と問われた際に、お菊が己の素性に気づいているような言葉を述べた後、止めを刺され死亡する。
安倍川の仙吉（あべかわのせんきち）
演 - 高橋英樹
燕斎の双子の兄で、お菊とは昔なじみ。かつて弟に右腕を斬られて失った恨みから、彼を闇に葬るよう小五郎たちに依頼する。
燕斎が葬られた後に江戸を離れる。
お春（おはる）
演 - 剛力彩芽
涼次に助けられた家出娘。呉服屋の箱入り娘で、匳の家を「物置」だと勘違いする。自らを庇って罪人となった与平を慕っており、与平に会いたい一心で家を飛び出した。
一途な思いは悲劇へ繋がり、殺されそうになった与平を助けようとして蛇馬に斬られ、瀕死の重傷を負う。匳の仕事を手伝って得た金で、匳に仕事を依頼し、匳の腕の中で息絶える。
与平（よへい）
演 - 満島真之介
元植木職人で、仕事先でお春と知り合う。お春を助けた際に人を殺めて罪人となり、「塵尽会」の人足となる。
同じ人足である欣二と共に脱走を図ったが、蛇馬に襲われ、自身を助けようとしたお春と共に斬殺される。
蛇馬（じゃば）
演 - 永澤俊矢
燕斎の腹心の部下で「塵尽会」の用心棒。作業の指示から用済みの人足の始末まで、普請場でのあらゆる物事の取り仕切り役。川原にて匳によって始末され、「でっけぇ土嚢だぜ。使い道はねぇがな。」と吐き捨てられる。
助川千右衛門（すけかわ せんえもん）
演 - 六平直政
幕府の普請改役。幕府の土木工事を「塵尽会」に発注すると共に、罪人を人足として「塵尽会」へ供給している。賭場で涼次によって始末され、「道案内はいらねぇよなぁ？この世と地獄は地続きだ。」と吐き捨てられる。
欣二（きんじ）
演 - 鈴木亮平
「塵尽会」の人足。与平と共に脱走を図るが、蛇馬に感づかれたために殺される。
サブ
演 - 中山卓也
「塵尽会」の人足。盗みばかりして捕まっていた所を燕斎に助けられ、さらに自分を土木工事の人足として使う燕斎に感謝の念を持っていたが、普請工事中に大怪我をして作業ができなくなったため蛇馬に殺され、遺体は土嚢代わりに使われる。
女装の人足
演 - KABA.ちゃん
「塵尽会」の人足。作中では名前は呼ばれない。男色の趣味があるらしく、匳に「あんたも、そっちの人かい」と話し掛け、誘う描写が見られる。人足の中では比較的、上位の地位にあるが、燕斎の恐ろしさを知っているため、脱走を目論む与平に忠告する。「塵尽会」壊滅後の行動は描かれていない。
せんだみつお、遠山俊也、菅原大吉
冒頭の仕事シーンで的となる人物達。せんだは、涼次に仕留められる際に持ちネタ「ナハッ、ナハッ」のポーズをしている。

## 殺し技
渡辺小五郎
大刀で悪人を斬る、刺す。居合によって、燕斎と対峙する。
経師屋の涼次
悪人の背後に回り、仕込み筆から抜き出した長い錐を相手の背中から深く突き刺して、心臓まで到達させ、血を体内に噴出させる。
助川への仕事では賭場のテーブルの下に潜り込み、正面から錐を刺した。その際、通常は正面から撮影した状態であるレントゲン映像が、左側面から撮影した状態となっている。
仕立て屋の匳
仕立てに使う針と仕付け糸を投げて、悪人の首に絡ませ、絞殺する。
蛇馬への仕事では、川岸を挟んで遠くから糸を投げつけ、首に絡まって悶えたところを釣り糸のように自分のところまで手繰り寄せてから締め上げ、絞殺した。
仕事に出向く準備の場面では、床に針を刺し仕付け糸をより合わせているが、本作では三味線屋の勇次と同様に、ろうそくの火であぶった蝋を仕付け糸に塗ることで強化している。

## スタッフ
- 脚本 - 寺田敏雄
- 音楽 - 平尾昌晃
- 監督 - 石原興
- テーマ曲 - The SHIGOTONIN「鏡花水月」
- 題字 - 糸見渓南
- 語り - 市原悦子
- ゼネラル プロデューサー - 内山聖子（テレビ朝日）
- チーフ プロデューサー - 柴田聡（ABC）、武田功（松竹）
- プロデューサー - 飯田新（ABC）、山川秀樹（テレビ朝日）、渡邊竜（松竹）
- 制作協力 - 松竹京都撮影所
- 制作 - ABC、テレビ朝日、松竹